# 侯端敏
侯端敏（1955年9月—），山东微山人，中华人民共和国政治人物。
1989年1月，任济宁市体改委副主任；1995年5月任鱼台县委副书记、县长。2003年2月，任济宁市副市长。2011年11月，任济宁医学院党委书记。2015年2月3日，因涉嫌严重违纪被调查。